# Linea Belgrano Sud
La linea Belgrano Sud (Línea Belgrano Sur in spagnolo) è un servizio ferroviario suburbano che unisce la capitale argentina Buenos Aires con diverse località del sud-ovest dell'area metropolitana bonaerense.
I servizi sono gestiti dalla compagnia statale Trenes Argentinos dal 2 marzo 2015.

## Storia
Nel dicembre 2015 Ferrocarriles Argentinos ha annunciato un complessivo rinnovamento della linea Belgrano Sud all'interno di un piano quinquennale 2016-2020. La parte maggiormente interessata è quella compresa tra la stazione di Saenz ed il capolinea di Buenos Aires che, secondo i progetti, dovrebbe essere smantellato e rimpiazzato da una fermata sopraelevata in superficie mentre la linea verrebbe prolungata sino alla stazione di Constitución, già terminale della linea Roca.
Nel luglio 2017 sono stati iniziati i lavori sulla linea innalzando il terrapieno e smantellando il troncone tra la stazione di Buenos Aires e quella di Saenz.
Il 2 agosto 2017 il traffico nel tratto Punte Alsina-Aldo Bonzi è stato sospeso. Nel mese successivo fu appaltata anche la costruzione del viadotto tra calle Taborda e la stazione di Constitución; tuttavia la mancanza di fondi ha costretto il governo argentino ad interrompere momentaneamente i lavori.
Il 25 novembre 2019 è stata inaugurata la nuova stazione di Saenz che fungerà, sino al completamento dei lavori, da stazione di testa della linea Belgrano Sud.
Nel luglio 2021 il servizio della linea Belgrano Sud è stato prolungato sino alla cittadina di Marcos Paz.
Nel settembre 2021 è stato annunciato l'inizio dei lavori per il completamento della linea sino alla stazione di Constitución. Il nuovo tratto della ferrovia correrà su 4,2 km di viadotto ed eliminerà quattro passaggi a livello. Lungo questo tramo verrà realizzata anche la nuova stazione di Buenos Aires.